# Martesia cuneiformis
Martesia cuneiformis is een tweekleppigensoort uit de familie van de Pholadidae. De wetenschappelijke naam van de soort is voor het eerst geldig gepubliceerd in 1822 door Say.